# Dänischenhagen
Dänischenhagen ist eine Gemeinde im Kreis Rendsburg-Eckernförde in Schleswig-Holstein.

## Geografie

### Lage
Das Gemeindegebiet von Dänischenhagen liegt auf der Halbinsel Dänischer Wohld im nördlichen Umland der Landeshauptstadt Kiel.

### Ortsgliederung

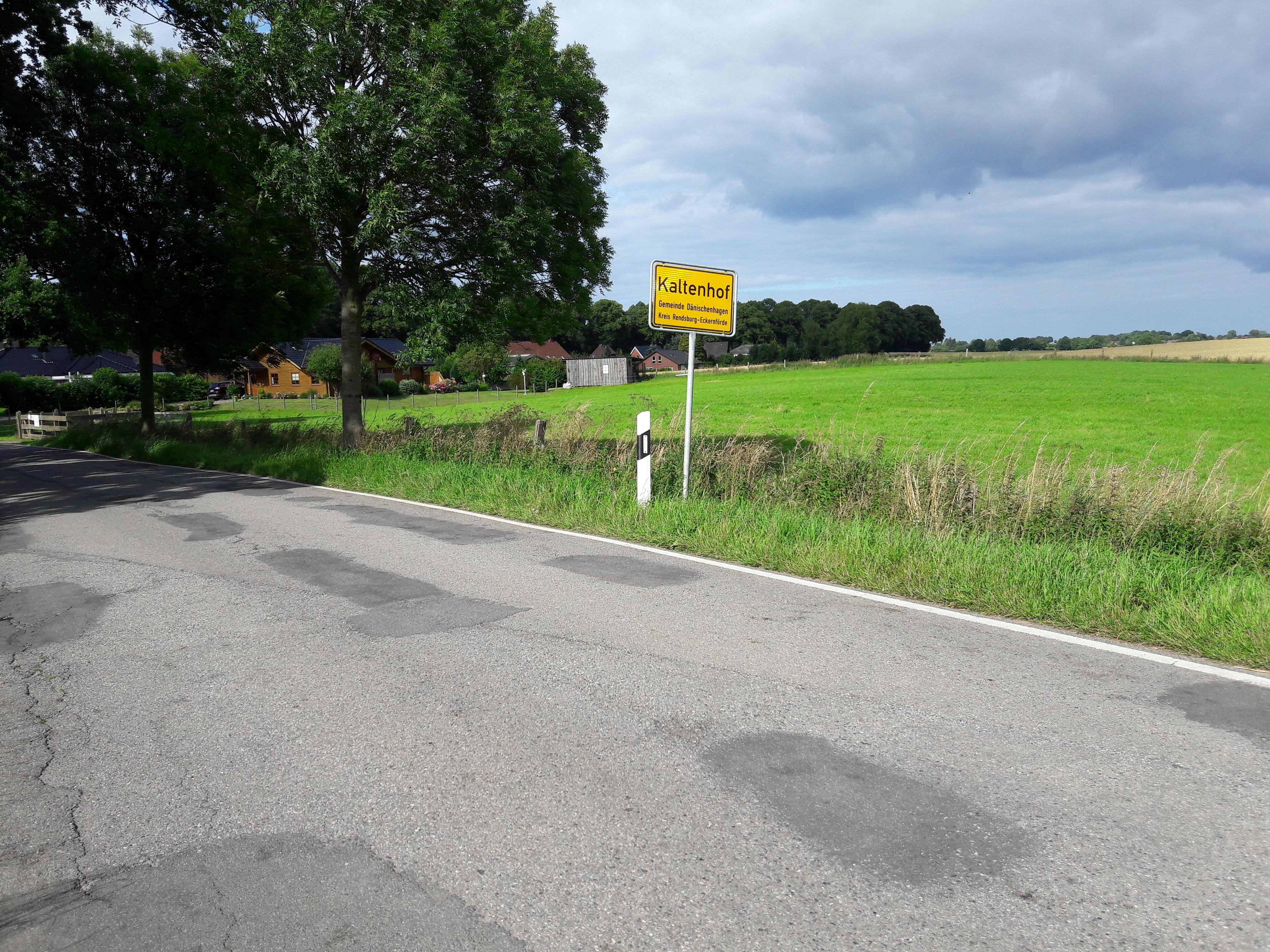
Kaltenhof

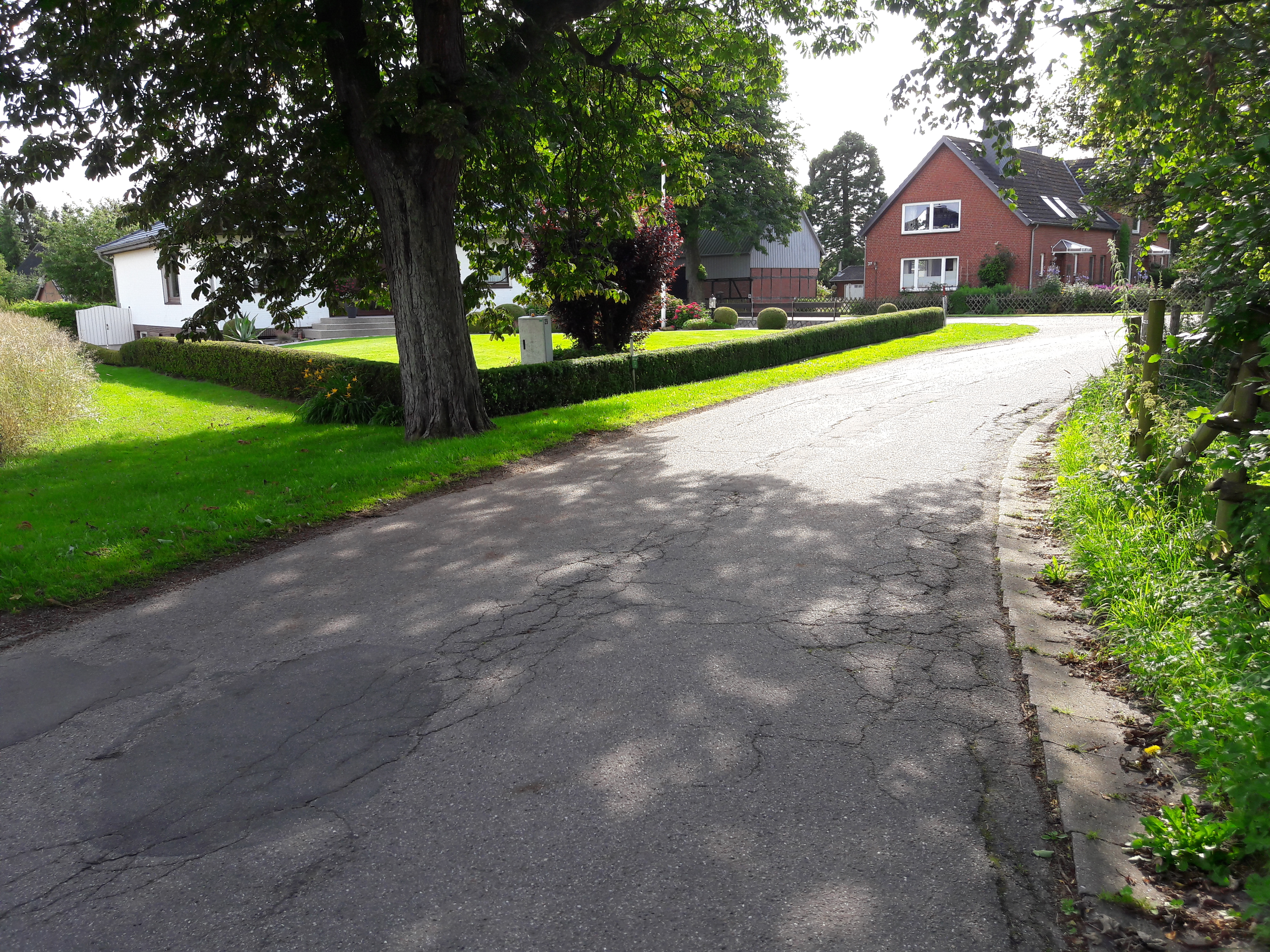
Sturenhagen

Die Gemeinde Dänischenhagen ist in folgende Ortschaften gegliedert.
- Dänischenhagen, Hauptort, 749 Haushalte, 1985 Einwohner (Stand 1987)
  - Hof Sturenhagen, ehemals eigenständiger Bauernhof, 2 Haushalte, 5 Einwohner (Stand 1987)
  - Neubaugebiet Nöhrenkoppel, gegründet 1995
  - Neubaugebiet Steinviertel, gegründet 1999
  - Neubaugebiet Eichenallee, gegründet 2005
- Freidorf, 6 Haushalte, 12 Einwohner (Stand 1987) (nur westlich der Hauptstraße zu Dänischenhagen, östlich der Hauptstraße zu Strande)
- Funksendestelle Scharnhagen, Brandsbek; 3 Haushalte, 4 Einwohner (Stand 1987)
- Hohenstein, (teilweise vormals Tüderkamp genannt), 5 Haushalte, 13 Einwohner (Stand 1987)
- Horreck, 2 Haushalte, 5 Einwohner (Stand 1987)
- Jettbrück
- Kaltenhof Siedlung, 78 Haushalte, 212 Einwohner (Stand 1987)
- Kaltenhof Streusiedlung bzw. Fresenhagen, 19 Haushalte, 47 Einwohner (Stand 1987)
- Katharinenberg, 2 Haushalte, 5 Einwohner (Stand 1987)
- Kuhholzberg, 4 Haushalte, 10 Einwohner (Stand 1987) (nur westlich der Hauptstraße zu Dänischenhagen)
- Lehmkaten, 5 Haushalte, 13 Einwohner (Stand 1987)
- Rabendorf, 4 Haushalte (nur Südwestteil zu Dänischenhagen)
- Scharnhagen, 106 Haushalte, 264 Einwohner (Stand 1987)
- Sturenhagen Siedlung, 19 Haushalte, 35 Einwohner (Stand 1987)
- Uhlenhorst, 14 Haushalte, 37 Einwohner (Stand 1987)

### Nachbargemeinden
Das Gemeindegebiet liegt eingefasst von:
| Schwedeneck  |                                             | Strande |
| Osdorf, Felm | Kompassrose, die auf Nachbargemeinden zeigt |         |
|              | Altenholz                                   | Kiel    |

## Geschichte

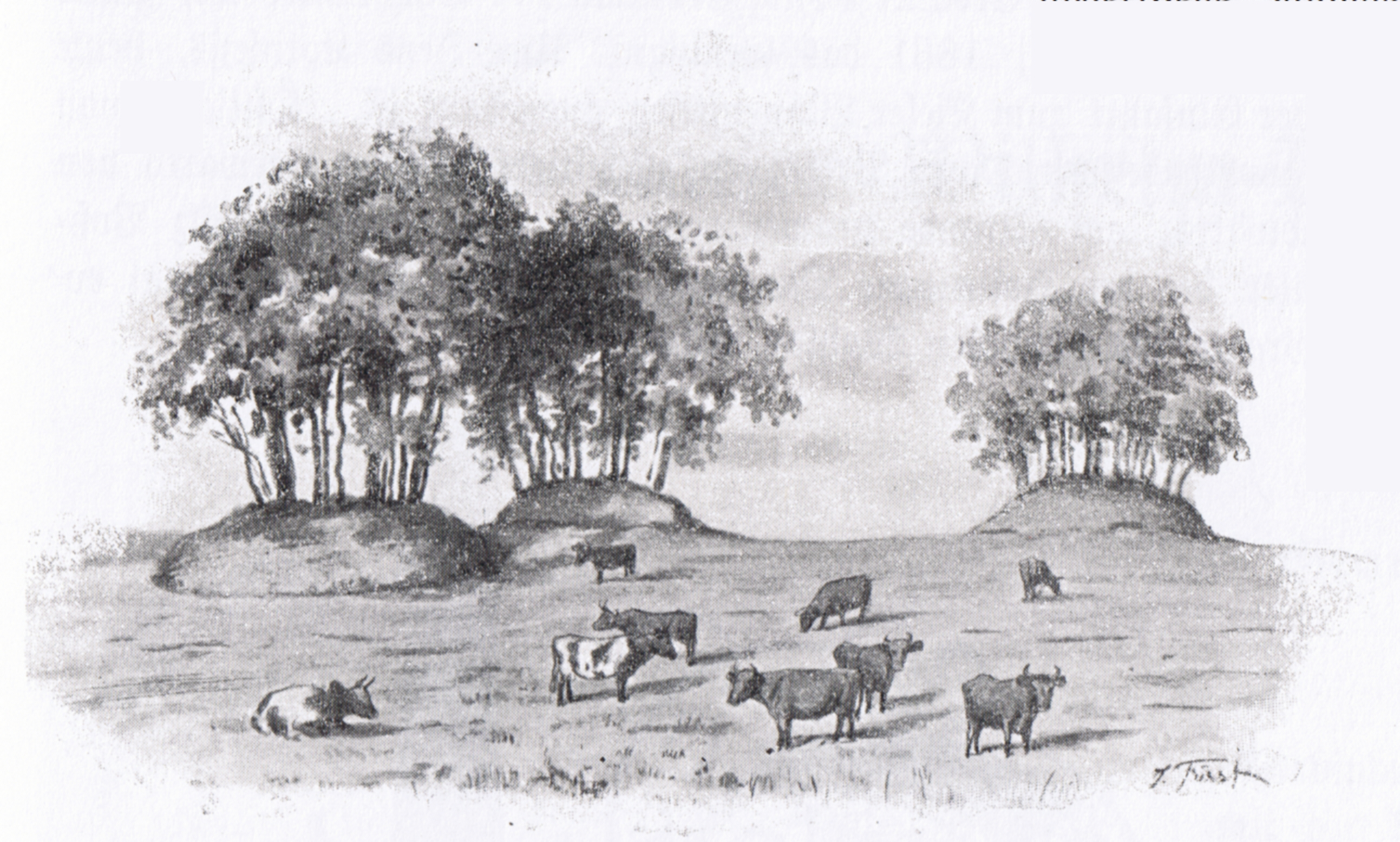
Hünengräber bei Dänischenhagen, historische Zeichnung von Julius Fürst um 1895

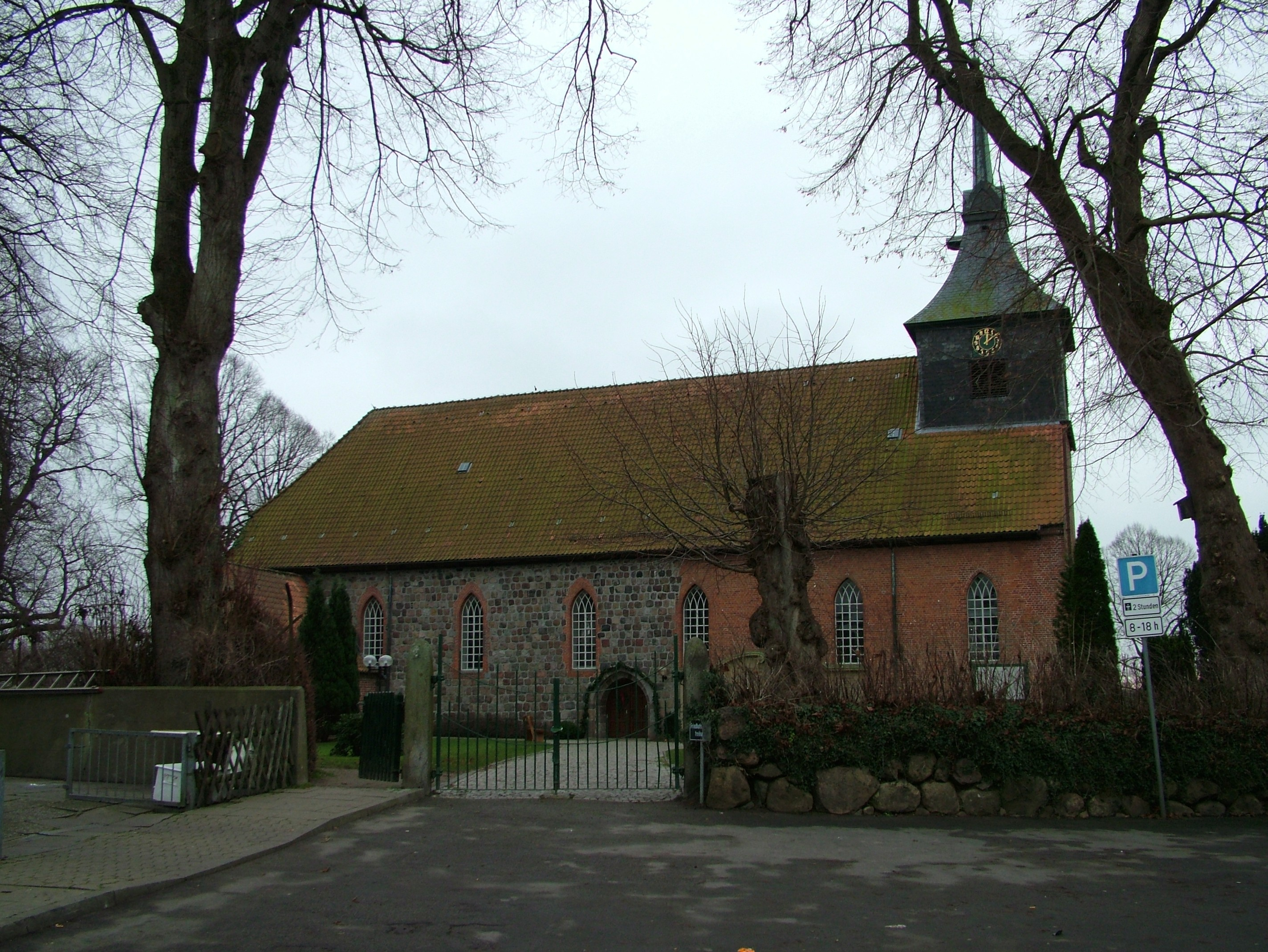
Die Kirche

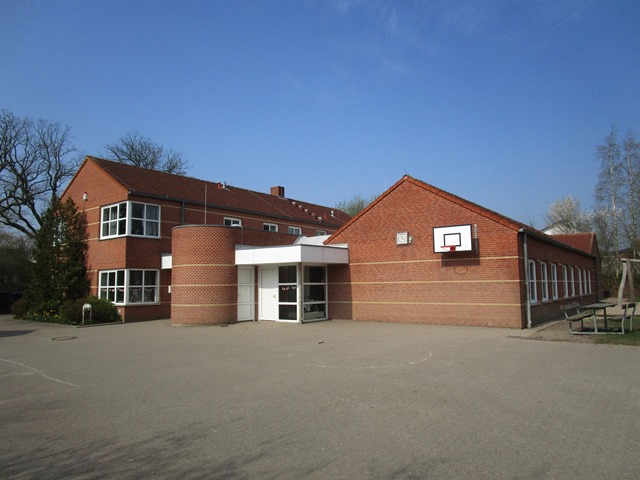
Dänische Schule

Die frühesten geschichtlichen Spuren finden sich in Form von Großsteingräbern, von denen etwa 30 in der Umgebung zu finden sind (siehe beispielsweise Großsteingräber bei Birkenmoor). Sie entstanden zwischen 3000 und 1000 v. Chr. Danach scheint eine klimabedingte Abwanderung der Bevölkerung nach Süden stattzufinden. Lange Zeit war der Landstrich kaum besiedelt, wodurch ein Wald entstand, der von den Einheimischen als Eisenwald (Altdeutsch: Isarnho, Jütländisch: Jarnewith) bezeichnet wurde.
Aus dem Mittelalter entstammen die Reste einer Turmhügelburg, die sich am Mückenbrook in Kaltenhof ausmachen lassen.
Gegründet wurde Dänischenhagen unter dem Namen Slabbenhagen, doch es existiert keine Gründungsurkunde.
Im Jahre 1250 wurde die Kirche gebaut.
Die erste Erwähnung fand Slabbenhagen 1274 im Kieler Stadtbuch. Als der Ort 1632 vom dänischen König Christian IV. gekauft wurde, nannte er ihn Christianhagen. In der Folgezeit wurde er häufig als Königshagen bezeichnet. 1706 taucht erstmals die Wendung Zum Dänischen Hagen in einer Kirchenurkunde auf.
Im Jahre 1848 wurde anlässlich des 200-jährigen Jubiläums des Endes des Dreißigjährigen Krieges eine Eiche in der Dorfmitte gepflanzt.
Seit 1864 wird der Ort Dänischenhagen genannt.
Während des Ersten Weltkriegs und kurz danach verkehrte durch Kuhholzberg eine Eisenbahnlinie, die Gettorf mit Stohl verbunden hat. In der Nähe der Kreuzung Gettorfer Landstraße und Kuhholzberger Weg ist heute noch ein Teil des Bahndamms zu erkennen.
Im Mai 2021 wurde Dänischenhagen zu einem der Schauplätze des Dreifachmords in Dänischenhagen und Kiel.
- 1876 wurde die Gemeinde (der Gemeindebezirk) Dänischenhagen gegründet.[3]
- Von 1889 bis zum 30. September 1928 bildeten die Gemeinden Dänischenhagen, Eckhof, Schilksee und Uhlenhorst den Amtsbezirk Eckhof.[3]
- Vom 1. Oktober 1928 bis 30. November 1934 gehörte Dänischenhagen zusammen mit Alt-Bülk, Neu-Bülk, Eckhof, Kaltenhof und Uhlenhorst zur Gemeinde Schilksee.[3]
- Vom 1. Oktober 1928 bis 30. April 1930 bildete diese Großgemeinde Schilksee alleine den Amtsbezirk Eckhof.[3]
- Vom 1. Mai 1930 bis 30. November 1934 bildeten die Gemeinden Schilksee und Klausdorf bzw. Altenholz das Amt Schilksee.[3]
- Seit 1. Dezember 1934 ist Dänischenhagen eine eigene Gemeinde.[3]
- Vom 1. Dezember 1934 bis 1947 bildeten die Gemeinden Schilksee, Altenholz und Dänischenhagen das Amt Schilksee.[3]
- Von 1947 bis 1963 bildeten die Gemeinden Dänischenhagen, Altenholz und Strande das Amt Dänischenhagen.[3]
- Von 1963 bis 1970 bildeten die Gemeinden Dänischenhagen und Strande das Amt Dänischenhagen.[3]
- Seit 1970 bilden die Gemeinden Dänischenhagen, Noer, Strande und Schwedeneck das Amt Dänischenhagen.[3]

### Bevölkerungsentwicklung
Die Bevölkerung der heutigen Gemeinde Dänischenhagen entwickelte sich wie folgt:
- Am 25. Juli 1876 waren es 1547 Einwohner, aufgeteilt auf 622 in der damaligen Gemeinde Dänischenhagen, 706 im Gutsbezirk Kaltenhof, 101 im Gutsbezirk Uhlenhorst und 118 im Gutsbezirk Eckhof.[4]
- 1906 waren es etwa ebenso viele Einwohner. Im damaligen Gemeindegebiet Dänischenhagen waren 605 Einwohner in 65 Haushalten.[5]
- Am 1. Dezember 1910 waren es 1393 Einwohner, aufgeteilt auf 720 in der damaligen Gemeinde Dänischenhagen, 456 im Gutsbezirk Kaltenhof, 72 im Gutsbezirk Uhlenhorst und 170 im Gutsbezirk Eckhof.[4]
- 1925 waren es 1420 Einwohner, aufgeteilt auf 609 in der damaligen Gemeinde Dänischenhagen, 506 im Gutsbezirk Kaltenhof, 76 im Gutsbezirk Uhlenhorst und 229 im Gutsbezirk Eckhof.[4]
- 1939 waren es 994 Einwohner.[6] Die vergleichsweise niedrige Zahl ergibt sich durch die Auflösung der Gutsbezirke und einen Neuzuschnitt des Gemeindegebiets. Teile des Gutsbezirks Eckhof und Dänischenhagen gehörten jetzt zu anderen Gemeinden.
- 1946 waren es 2248 Einwohner.[4] Die vergleichsweise hohe Zahl kommt durch eine große Anzahl von Flüchtlingen zustande.
- 1956 waren es 1702 Einwohner.[4] Von nun an sind alle Zahlen direkt miteinander vergleichbar, da keine besonderen Ereignisse mehr auftraten und das Gemeindegebiet gleich geblieben ist.
- 1961 waren es 1543 Einwohner.[4]
- 1970 waren es 1741 Einwohner.[6]
- 1972 waren es 1862 Einwohner.[4]
- 1973 waren es 1891 Einwohner.[4]
- 1974 waren es 1887 Einwohner.[4]
- 1. Januar 1975 1886 Einwohner.[4]
- 1. Januar 1976 1928 Einwohner.[4]
- 1. Januar 1987 2670 Einwohner in 1022 Haushalten.[7]
- 1. Januar 2004 3425 Einwohner
- 1. Januar 2005 3393 Einwohner
- 1. Januar 2006 3440 Einwohner
- 1. Januar 2007 3514 Einwohner
- 1. Januar 2008 3572 Einwohner
- 1. Januar 2009 3647 Einwohner

### Verwaltungszugehörigkeit des Ortes Dänischenhagen
| Zeit    | 1. Verwaltungsebene     | 2. Verwaltungsebene          | 3. Verwaltungsebene         | 4. Verwaltungsebene           | Höchste Verwaltungsebenen                            |
| ------- | ----------------------- | ---------------------------- | --------------------------- | ----------------------------- | ---------------------------------------------------- |
| ab 1803 | verschiedene Güter      | Dänischwohlder Güterdistrikt | Amt Hütten                  | Herzogtum Schleswig           | Dänischer Gesamtstaat                                |
| ab 1853 | verschiedene Güter      | Eckernförder Harde           | Amt Hütten                  | Herzogtum Schleswig           | Dänischer Gesamtstaat                                |
| ab 1864 | verschiedene Güter      | Eckernförder Harde           | Amt Hütten                  | Herzogtum Schleswig           | Kondominium von Preußen und Österreich               |
| ab 1867 | Gutsbezirk Eckhof       | -                            | Kreis Eckernförde           | Provinz Schleswig-Holstein    | Königreich Preußen                                   |
| ab 1871 | Gutsbezirk Eckhof       | -                            | Kreis Eckernförde           | Provinz Schleswig-Holstein    | Deutsches Kaiserreich Bundesstaat Königreich Preußen |
| ab 1876 | Gemeinde Dänischenhagen | -                            | Kreis Eckernförde           | Provinz Schleswig-Holstein    | Deutsches Kaiserreich Bundesstaat Königreich Preußen |
| ab 1889 | Gemeinde Dänischenhagen | Amtsbezirk Eckhof            | Kreis Eckernförde           | Provinz Schleswig-Holstein    | Deutsches Kaiserreich Bundesstaat Königreich Preußen |
| ab 1918 | Gemeinde Dänischenhagen | Amtsbezirk Eckhof            | Kreis Eckernförde           | Provinz Schleswig-Holstein    | Weimarer Republik Freistaat Preußen                  |
| ab 1928 | Gemeinde Schilksee      | Amtsbezirk Eckhof            | Kreis Eckernförde           | Provinz Schleswig-Holstein    | Weimarer Republik Freistaat Preußen                  |
| ab 1930 | Gemeinde Schilksee      | Amt Schilksee                | Kreis Eckernförde           | Provinz Schleswig-Holstein    | Weimarer Republik Freistaat Preußen                  |
| ab 1933 | Gemeinde Schilksee      | Amt Schilksee                | Kreis Eckernförde           | Provinz Schleswig-Holstein    | Deutsches Reich                                      |
| ab 1934 | Gemeinde Dänischenhagen | Amt Schilksee                | Kreis Eckernförde           | Provinz Schleswig-Holstein    | Deutsches Reich                                      |
| ab 1945 | Gemeinde Dänischenhagen | Amt Schilksee                | Kreis Eckernförde           | Provinz Schleswig-Holstein    | Besatzungszeit                                       |
| ab 1946 | Gemeinde Dänischenhagen | Amt Schilksee                | Kreis Eckernförde           | Bundesland Schleswig-Holstein | Besatzungszeit                                       |
| ab 1947 | Gemeinde Dänischenhagen | Amt Dänischenhagen           | Kreis Eckernförde           | Bundesland Schleswig-Holstein | Besatzungszeit                                       |
| ab 1949 | Gemeinde Dänischenhagen | Amt Dänischenhagen           | Kreis Eckernförde           | Bundesland Schleswig-Holstein | Bundesrepublik Deutschland                           |
| ab 1970 | Gemeinde Dänischenhagen | Amt Dänischenhagen           | Kreis Rendsburg-Eckernförde | Bundesland Schleswig-Holstein | Bundesrepublik Deutschland                           |

- Der Amtsbezirk Eckhof bestand bis 1928 aus den Gemeinden Dänischenhagen und Schilksee, sowie den Gutsbezirken Eckhof und Uhlenhorst, danach ausschließlich aus der Gemeinde Schilksee.
- Das Amt Schilksee bestand bis 1934 aus den Gemeinden Schilksee und Altenholz-Klausdorf, danach aus den Gemeinden Dänischenhagen, Altenholz, Schilksee und Strande.
- Das Amt Dänischenhagen bestand bis 1963 aus den Gemeinden Dänischenhagen, Altenholz und Strande. Von 1963 bis 1970 aus den Gemeinden Dänischenhagen und Strande. Seit 1970 aus den Gemeinden Dänischenhagen, Noer, Strande und Schwedeneck.

## Politik

### Gemeindevertretung
Die Gemeindevertretung in Dänischenhagen hat 17 Sitze.
Seit der Kommunalwahl 2018 hat die CDU fünf Sitze, die SPD fünf und die WIR sieben Sitze. Bürgermeister war Horst Mattig (SPD) bis zum 25. August 2022. Seit dem 25. August 2022 ist Olaf Kühl (WIR) Bürgermeister und stellvertretender Bürgermeister ist Christian Seifert (CDU).
| 1983 | Wolfgang Steffen | CDU |    |   |   |   |   |                        |
| 1988 | Wolfgang Steffen | CDU |    |   |   |   |   |                        |
| 1993 | Wolfgang Steffen | CDU |    |   |   |   |   |                        |
| 1998 | Horst Mattig     | SPD |    |   |   |   |   |                        |
| 2003 | Wolfgang Steffen | CDU | 11 | 6 |   |   |   |                        |
| 2008 | Wolfgang Steffen | CDU | 7  | 6 | 4 |   |   |                        |
| 2013 | Wolfgang Steffen | CDU | 7  | 5 |   | 5 |   |                        |
| 2018 | Horst Mattig     | SPD | 5  | 5 | 7 |   |   |                        |
| 2022 | Olaf Kühl        | WIR | 5  | 5 | 7 |   |   |                        |
| 2023 | Olaf Kühl        | WIR |    | 5 | 3 | 9 | 5 | Anzahl der Sitze > 17! |

### Wappen
Blasonierung: „In Rot eine blaue, beiderseits mit einem silbernen Seil bordierte blaue Spitze, die mit dem wachsenden silbernen Kirchturm der Dänischenhagener Kirche belegt ist. Im vorderen Obereck drei fächerförmig gestellte silberne Eichenblätter, im hinteren ein silberner Mühlenstein.“
Der Kirchturm in der Mitte des Wappens ist Hinweis auf die aus dem 13. oder 14. Jahrhundert stammende Kirche in Dänischenhagen. Das Eichenblatt oben links ist Hinweis auf die über 100 Jahre alte Dorfeiche in Dänischenhagen. Der Mühlstein oben rechts ist Hinweis auf die Bedeutung der Mühlenbetriebe und der Landwirtschaft, Dänischenhagen hatte mehrere Windmühlen, eine Wassermühle und eine Rossmühle.
Die zur Teilung verwendeten Taue sind Hinweis auf den ausgestorbenen Beruf des Reepschlägers, wonach in Dänischenhagen auch die Straße „Reepschlägergang“ benannt ist, einer der letzten Reepschläger hat hier seinen Beruf ausgeführt.

### Städtepartnerschaften

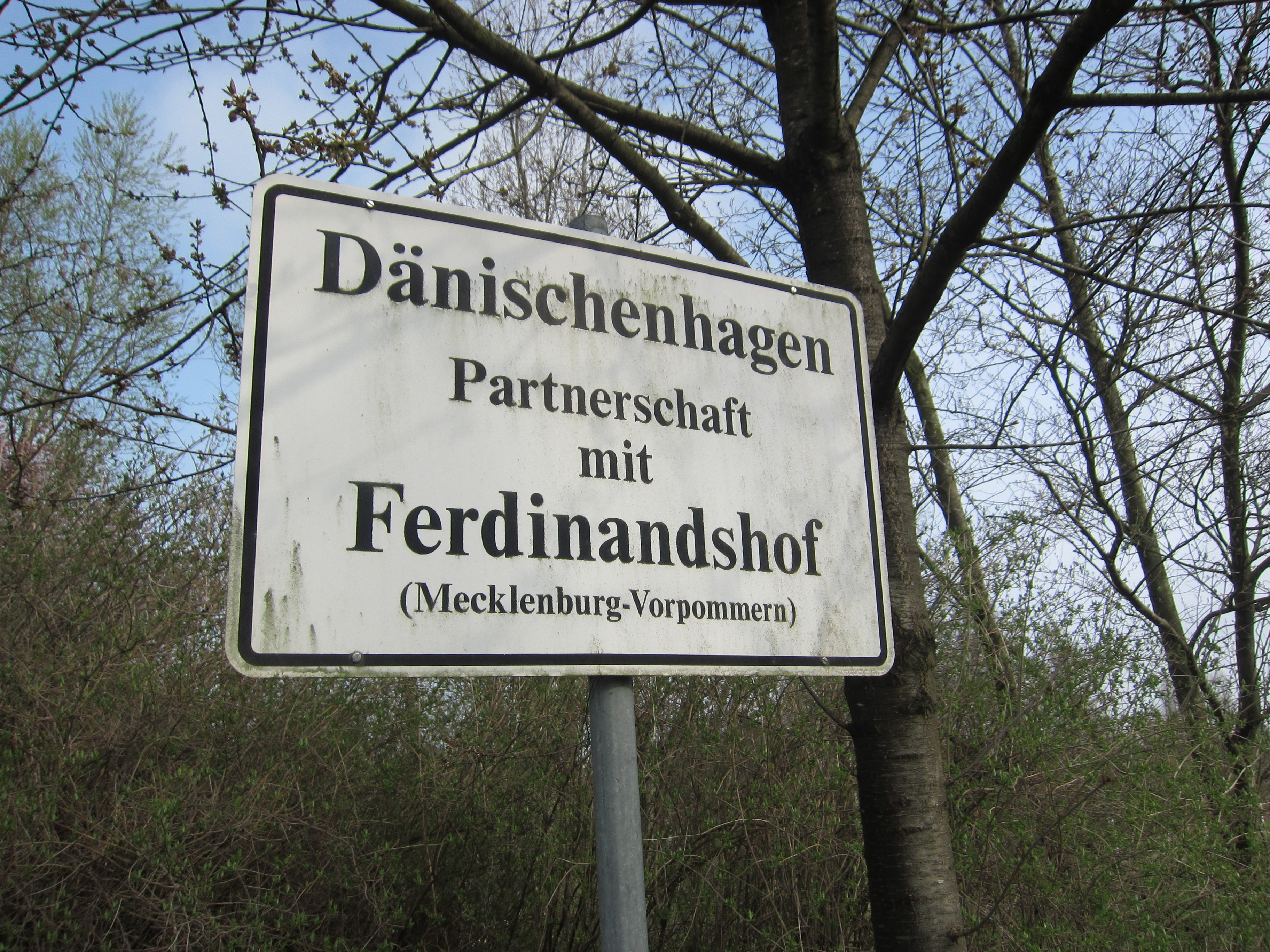
Partnerschaftsschild

- Ferdinandshof (Mecklenburg-Vorpommern)

### Verwaltung
Die Gemeinde Dänischenhagen ist Sitz des sie kommunal verwaltenden gleichnamigen Amtes.

## Gasthöfe und Sehenswürdigkeiten
Die zwei Gasthöfe des Ortes „Zur Linde“ und „Zur Eiche“, beide an der Dorfstraße liegend, haben eine lange Tradition. Dies waren die Gasthöfe der umliegenden Gutshöfe. Nach dem Besuch des Gottesdienstes im Kirchspiel Dänischenhagen konnte man sich jeweils in „seinen“ Gasthof zurückziehen.

### Gasthof „Zur Linde“

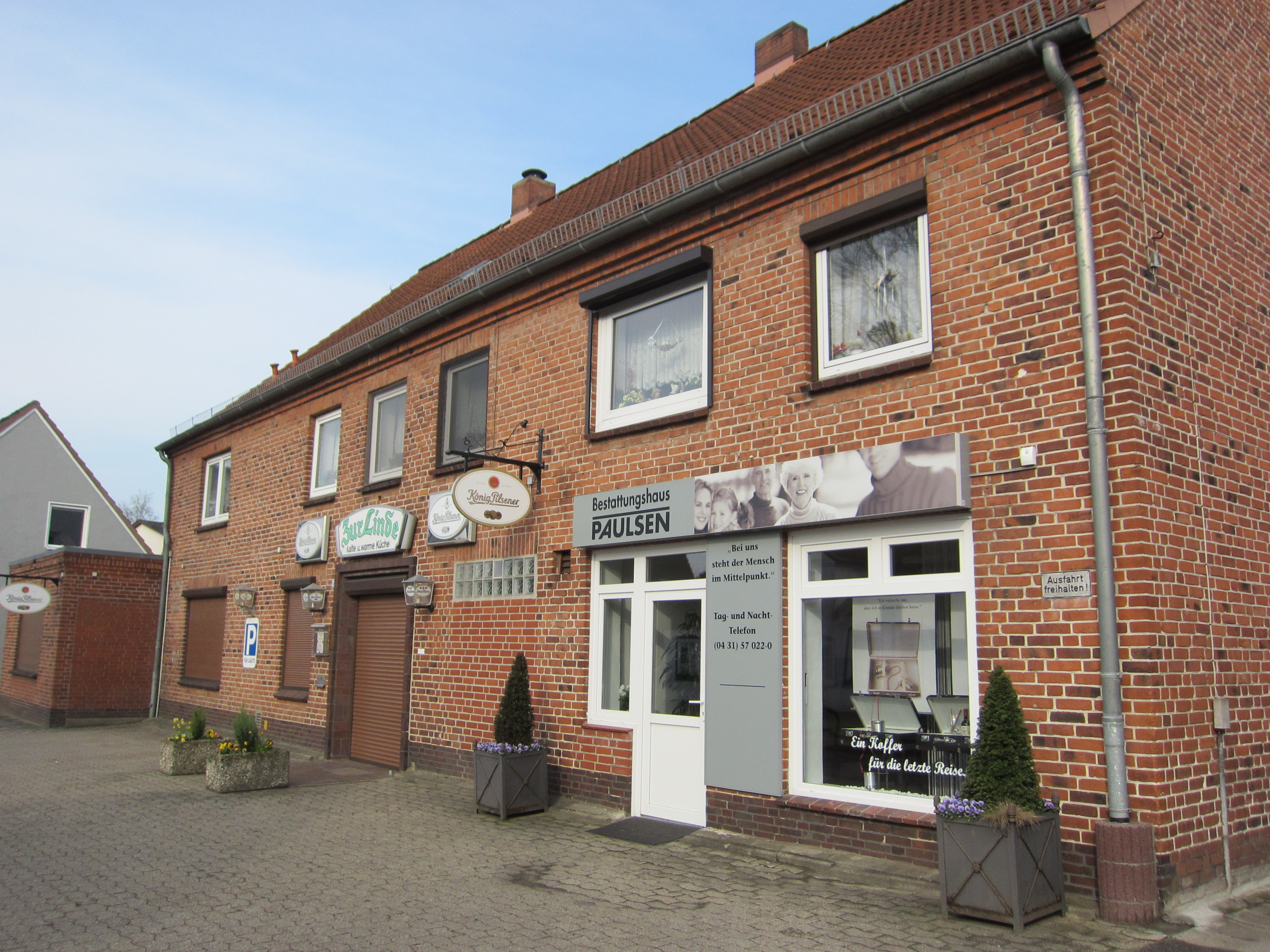
Zur Linde

Der Gasthof 'Zur Linde' in Dänischenhagen war früher der Ausspann und Krug des Gutes Bülck, das bis 1665 zum Gut Knoop gehörte. Wulf von Buchwald hatte Bülck von seinem Vater Friedrich von Buchwald zur Hochzeit erhalten und war bis zu seinem Tode 1687 der Besitzer. Damals war Michael Möller Krüger in der Linde.
Nach 1700 gab es einen neuen Krüger: Detlef Lorentz, verheiratet mit Christiana Papen; später übernahm deren Sohn Joachim die Linde. Nachfolger war Claus Christian Selmer bis 1738 und in den nächsten zwei Jahren Claus Kusau. Nachdem der Bülcker Krug 1741 in Eckhofer Besitz überging, wurde die Witwe Anna Elsebe Lorentz neue Krügerin.
Seit 1802 gehörte der Krug zum Gut Seekamp und wurde von Johann Leeck bewohnt. Im Jahre 1892 wird der Gasthof Zur Linde von der Witwe Stoll bewirtschaftet. Besitzer des Gasthofes ist um 1900 die Familie Schmüser; E. Tank übernahm den Gasthof um 1910. Ab 1934 ist die Familie Bierbahs der Eigentümer.
Pächter und Gastwirt der Linde ist seit 1978 der Koch und Konditor Wilhelm Beisel.

### Gasthof „Zur Eiche“

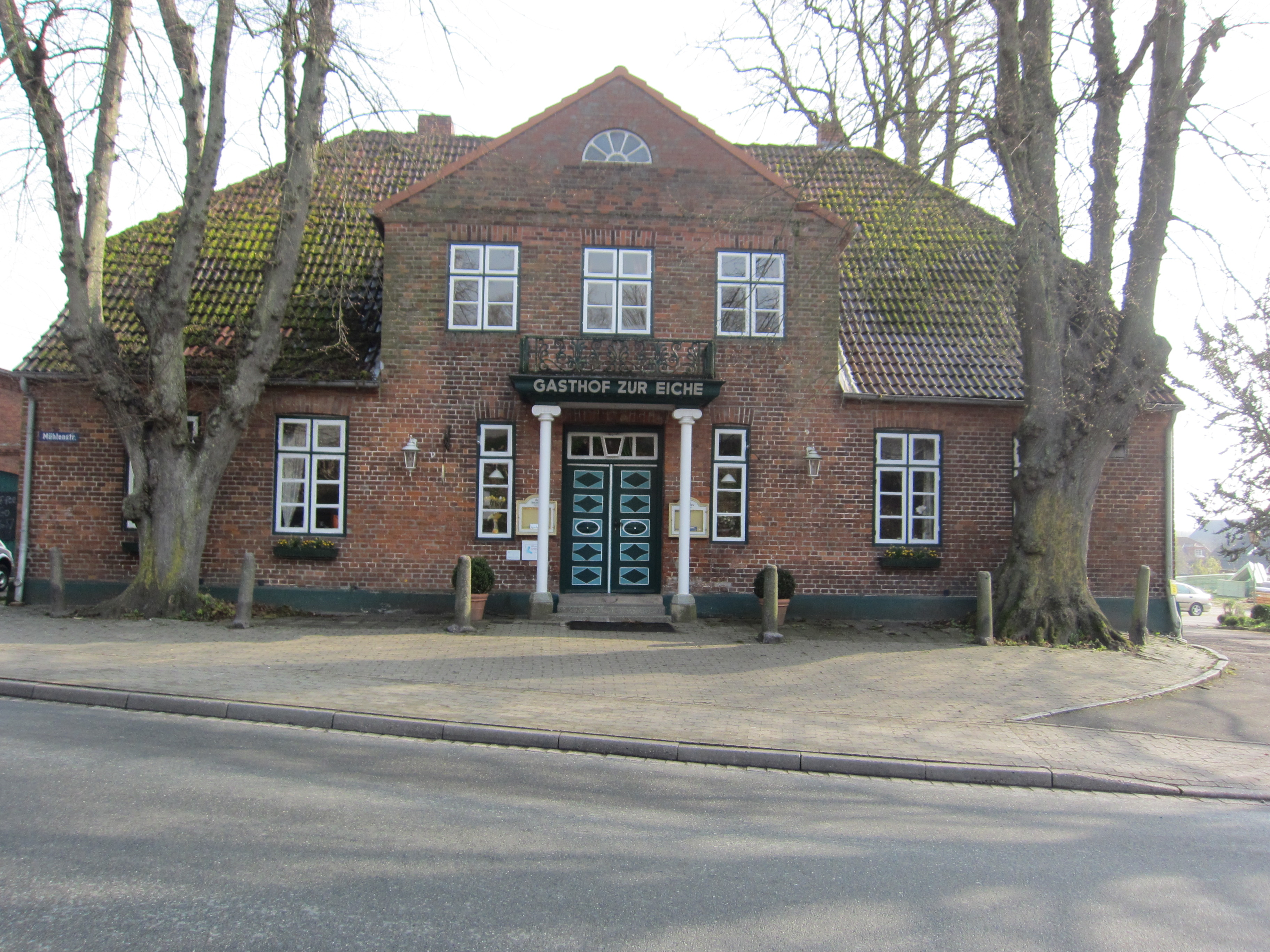
Zur Eiche

Hieronymus von Rantzow und seine Frau Anna von Thienen erhielten 1575 das Gut Seekamp. Sie ließen sich einen Krug bzw. Gasthof in Dänischenhagen bauen. Als neben einigen anderen Gütern auch das Gut Seekamp 1632 von Christian IV. (Dänemark und Norwegen) angekauft wurde, ging auch der Krug in seinen Besitz über. Der Krug blieb bis 1800 im Besitz des Gutes Seekamp, welches des Öfteren den Besitzer wechselte. Kurz vor 1800 kaufte Jens Peter Bruun Neergard, Besitzer des Gutes Eckhof das gesamte Dänischenhagener Land. Er machte aus dem Krug eine Bauernstelle mit 36 Tonnen Land und Krug, die er in Erbpacht vergab. 1835 übernahmen Claus Rethwisch und seine Frau Christine Jensen diese Bauernstelle und richteten dort neben dem Krug eine Bäckerei und eine Bierbrauerei ein. 1855 übernahmen Jürgen Friedrich Schütt und dessen Ehefrau Christiane Magdalene Kistenmacher und änderten den Namen in „Schütts Gasthof“. 1864 starb Jürgen Friedrich Schütt und so übernahmen Jürgen Schütt und Ehefrau Margarethe Zitan den Gasthof. Ihnen folgten Friedrich Schütt und Ehefrau Mathilde Rühr, dann Bögner und Ehefrau Anna Schütt. Um 1950 herum folgten Elisabeth Bögner und Ehemann Karl-Heinz Raddant. Sie betrieben Ackerbau, hielten Milchvieh und betrieben die Gastwirtschaft. Sie schenkten das Bier der Kieler Brauerei „Zur Eiche“ aus und nannten die Gastwirtschaft nach dem ausgeschenkten Bier. Die Bäckerei wurde im Keller bis 1969 weiter betrieben. Seit 1995 werden auf den verbliebenen 26 ha Land Pferde, Ponys und Galloways gehalten. Seit 1999 führt der Sohn Carl-Wilhelm Raddant und seine Lebensgefährtin Anne-Christina Reher den Landgasthof. Im Dezember 2010 wurde „die Eiche“ geschlossen. Seit 2019 hat der Gasthof nun wieder neue Besitzer. Der unter Denkmalschutz stehende Gasthof soll zu einem Dorfveranstaltungszentrum umgebaut werden. Im November 2022 gründeten Dänischenhagener Bürger den Verein KulturEiche e. V., der seitdem regelmäßig kulturelle Veranstaltungen in der Eiche durchführt.

### Die Eiche
Wahrzeichen von Dänischenhagen ist, neben der Kirche, die Friedens- und Erinnerungs-Eiche mitten im alten Dorfkern. Sie wurde 1872 zur Erinnerung an den Deutsch-Französischen Krieg und zu Ehren der in diesem Krieg aus dem Gutsbezirk Eckhof, zu dem Dänischenhagen damals gehörte, Gefallenen gepflanzt. Der damalige Pastor Meyer hielt eine lange Weih-Rede. Die Eiche wuchs jedoch nicht richtig an. Daher wurde 1873 erneut an selber Stelle eine Eiche gepflanzt. Verschiedene Quellen berichten, dass die Eiche aus einem Knick in Sturenhagen bzw. aus dem Gut Bülk stammt. An der Südseite der Eiche steht ein unscheinbarer Gedenkstein. Dieses Ehrenmal war ursprünglich von einem niedrigen Lattenzaun umgeben, später wählte man dann eine Steineinfassung.
Bei dem Großfeuer von 1896, dem etliche Gebäude rings um die Eiche zum Opfer fielen, darunter die Schule und das Küsterhaus, erlitt auch die Eiche selbst erhebliche Schäden, erholte sich in den darauf folgenden Jahren wieder prächtig.
Seit dem 27. August 1940 ist die Eiche anerkanntes Naturdenkmal und hatte 1952 eine Spannweite von 35 Metern. Ab 1973 begann sie jedoch zu kränkeln und bekam trockene Äste. Um 1985 wurde die Baumkrone von ihrem toten Geäst von einem Baumchirurgen befreit und eine Belüftungs- und Bewässerungsdrainage verlegt.

### Die Rossmühle
Das Gebäude Schulstraße/Ecke Kirchenstraße wird noch heute Roßmühle genannt.
Das Gebäude ist überwiegend aus Abbruchmaterial des Dänisch-Nienhofer Herrenhauses (Abbruch 1824) und/oder Armenhauses (Abbruch 1832) erbaut. Zwischen 1835 und 1846 befand sich hierin eine Roßmühle, die Grütze und Graupen quetschte. Deren Herstellung unterlag nicht dem bis 1853 herrschenden Mühlenzwang. Wollten Dänischenhagener Einwohner damals dagegen Brotkorn zu Mehl mahlen lassen, unterlagen sie diesem Mühlenzwang, der sie verschiedenen Mühlen zwingend zuordnete. So gehörten einige zu der Kaltenhofer Mühle, damals noch auf Scharnhagener Feld, andere gehörten dagegen zur Seekamper Wassermühle und zur Windmühle auf Uhlenhorster Feld, ebenfalls im Besitz des Wassermüllers. Die Gastwirtschaft „Zur Linde“ gehörte damals zur Mühle bei Sprenge.
Der Besitzer hielt zum Betrieb der Mühle vier Pferde, die einzeln oder zusammen im Rundgang den Göbel am Deichsel karussellartig zogen und dadurch die stehende Welle mit dem großen Zahnrad obenauf und die hängende Mühle antrieben.
Gegen 1845 war der Roßmüller bankrott. Sein Nachfolger baute das Gebäude zu Wohnungen um, und an der Giebelseite zur Kirchenstraße entstand ein Hökerladen. Der Inhaber hatte als einziger im Dorf das Recht, Schnaps aus Fässern auszuschenken, dieser wurde auch vor Ort aus Zinnbechern konsumiert. Erster Eigentümer des Grundstücks und wohl auch der Erbauer der Roßmühle war ein Herr Paul Hansen. 1873 besaß der Maurermeister Christian Kühl die Roßmühle, die er seiner Tochter Hanne, verheiratet mit Andreas Brügmann, hinterließ; 1907 war Andreas Brügmann als Eigentümer eingetragen. 1929 erhielt der neue Eigentümer Kaufmann Richard Meyer vom Kreisbauamt die Genehmigung zum Umbau des maroden Bauwerks. An der Hinterfront entstanden aus zwei Ställen, dem Lager und dem Feuerungsraum zwei zusätzliche Zimmer. Meyer war Privatbankier sowie Gemeindevorsteher der damaligen Großgemeinde Schilksee, zu der Dänischenhagen gehörte. Die hierfür erforderlichen Räume ließ er an der Vorderfront zur Schulstraße erstellen; die Kreditbank erhielt ihren Eingang von der Kirchenstraße. Nach 1936 gehörte die Roßmühle seiner Witwe Minna Meyer.

### Kirche und Kirchhof
Die Evangelisch-Lutherische Kirche in Norddeutschland unterhält die einzige Kirche in Dänischenhagen, sie gehört zum Kirchenkreis Eckernförde.

#### Kirche
Erstmals erwähnt ist eine Kirche in Slabbenhagen auf einer Urkunde des Bischofs von Schleswig von 1319. Diese Kirche, ein einfacher rechteckiger Saal war aus behauenen Feldsteinen errichtet und wurde im Laufe der Jahrhunderte mehrfach erweitert. Ursprünglich sah sie vermutlich aus wie die Flemhuder Kirche und stammte wie diese aus der Mitte des 13. Jahrhunderts. Ein Patrozinium ist nicht überliefert. 1691 ersetzte ein an die Kirche angebauter Turm den freistehenden Glockenturm. Bei dem großen Umbau 1798–1800, bei dem die Westwand um 5 Meter durch Ziegelwerk verlagert wurde, um die Kirche zu vergrößern, entstand der heutige hölzerne Giebelturm. Die angebauten Grüfte, die der Grablegung der Patrone dienten, sind bei einer Renovierung 1950 z. T. wieder entfernt wurden.
Das Innere der Kirche wurde 1798–1800 von Johann Adam Richter im Stil des Klassizismus umgestaltet. Dabei wurde der von Hans Gudewerdt dem Jüngeren zusammen mit Klavs Eibe angefertigte barocke Altar entfernt und zusammen mit der alten von Hans Gudewerdt dem Jüngsten geschnitzten Kanzel und den Altarschranken an das Kloster Preetz verkauft, wo sie sich noch heute befinden. Stattdessen wurde ein Zentrierung der Aufklärungstheologie auf die Predigt entsprechender schlichter Kanzelaltar geschaffen. Auch die mittelalterliche Bronzetaufe wurde ersetzt. An der Westwand befinden sich dreigeschossige Logen für die Gutsbesitzer. Die heutige Farbgestaltung stammt von 1952.
Die Orgel, die sich auf der Empore hinter dem Kanzelaltar befindet, errichtete 1855 Marcussen & Søn in Apenrade. Das Originalwerk ging jedoch bei einem Umbau 1963 größtenteils verloren.

#### Friedhof

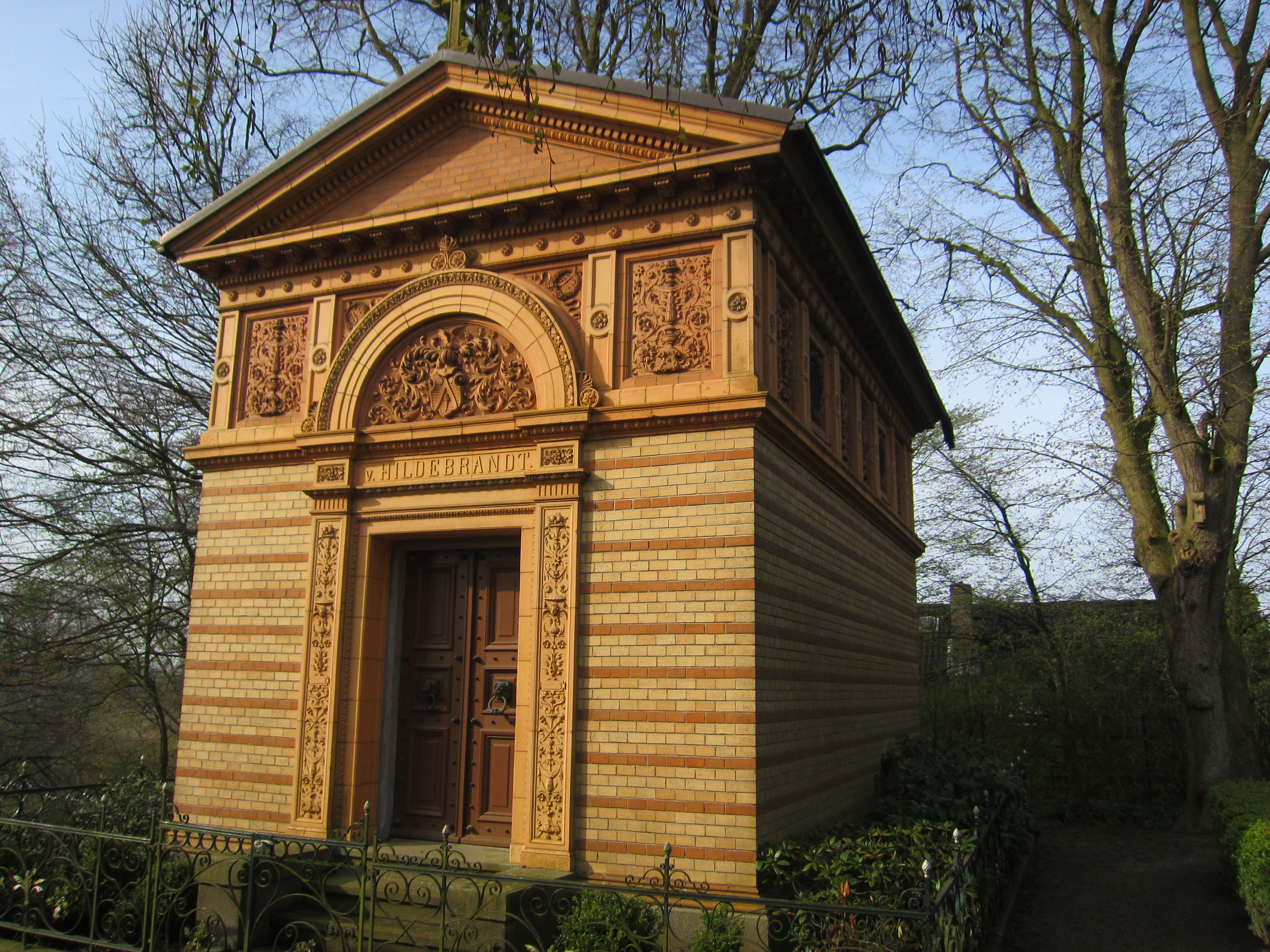
Erbbegräbnis von Hildebrandt auf dem Friedhof

Die Kirche wird von einem weitläufigen Friedhof umgeben, auf dem einige architektonische Besonderheiten ebenso zu finden sind, wie Gräber und Grabdenkmäler (lokal) bekannter Persönlichkeiten. 1884 wurde nach dem Entwurf des Architekten Heinrich Moldenschardt auf dem Kirchhof ein Mausoleum in römisch-antikem Stil für die Familie von Hildebrandt errichtet. In den Jahren 2000 und 2001 wurde es umfassend restauriert, wobei das flach geneigte Dach mit Schiefer neu eingedeckt und Dachstuhl, Dachrinnen, Stuckaturen, Terrazzoboden und Wandputz im Inneren saniert, erneuert oder rekonstruiert wurden. Die nur fragmentarisch erhaltene byzantisierende Dekorationsmalerei in den Gewölben wurde konserviert und ergänzt. Es ist ein in das Denkmalbuch eingetragenes Kulturdenkmal von besonderer Bedeutung.

#### Kirchenbücher
Die Kirchenbücher befinden sich im Kirchenkreisbuchamt Rendsburg-Eckernförde. Die Heimatgemeinschaft Eckernförde e. V. AG Familienforschung hat alle Einträge der Kirchenbücher auf Karteikarten und Familienblätter übertragen. Sie können ebenfalls, gegen Gebühr, online bei Archion.de eingesehen werden.

### Vereine
In der Gemeinde Dänischenhagen beleben mehrere Vereine das kulturelle Leben.

### Sehenswürdigkeiten
In der Liste der Kulturdenkmale in Dänischenhagen stehen die in der Denkmalliste des Landes Schleswig-Holstein eingetragenen Kulturdenkmale.

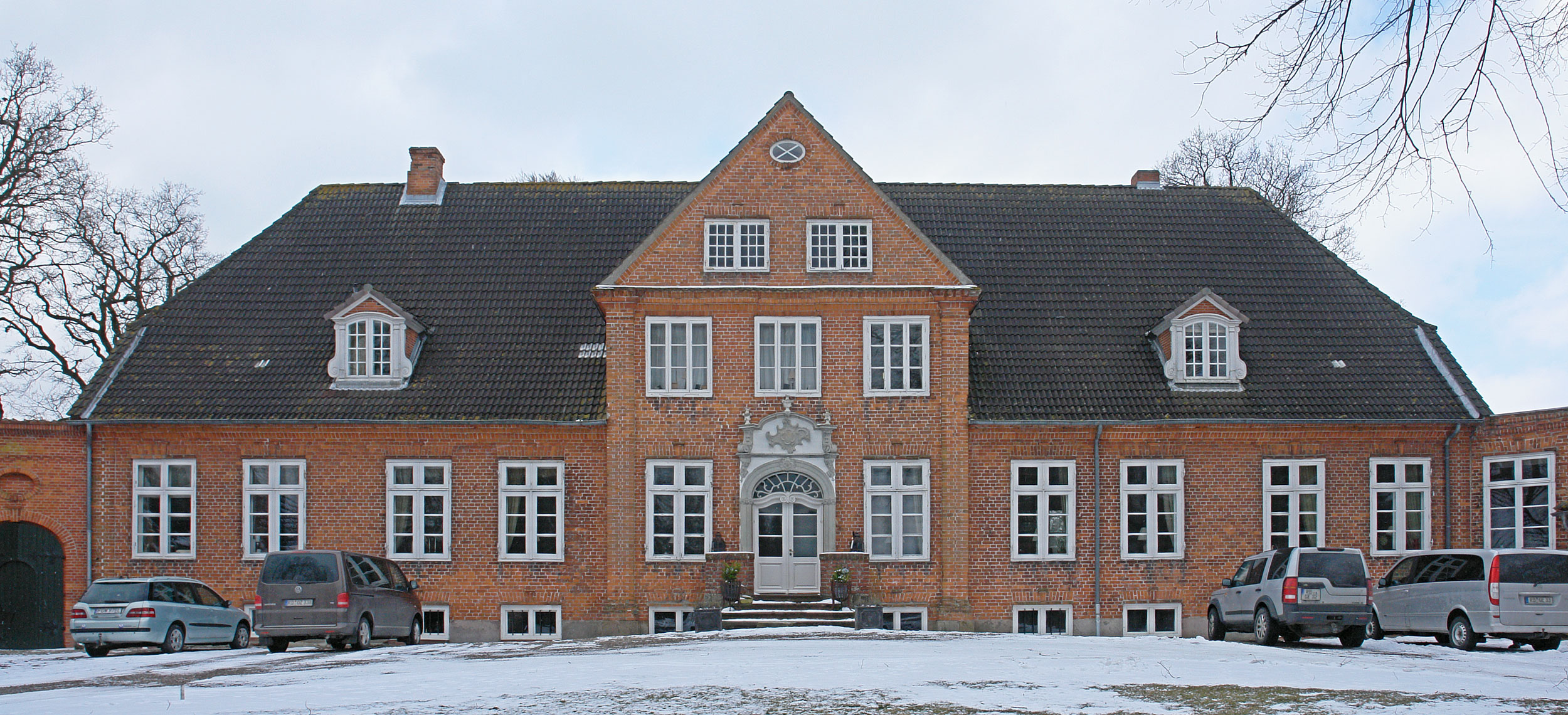
Gut Eckhof
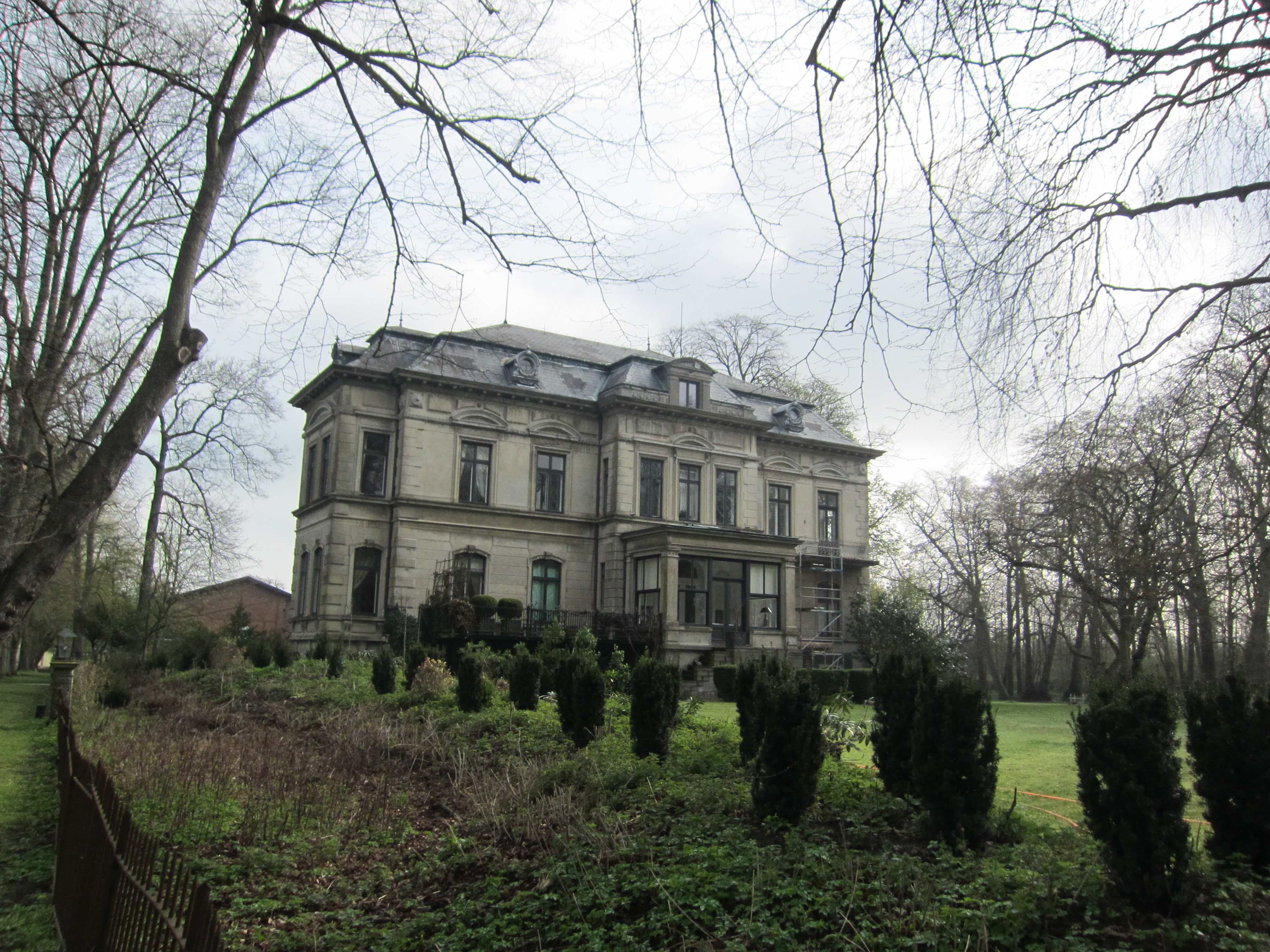
Gut Uhlenhorst
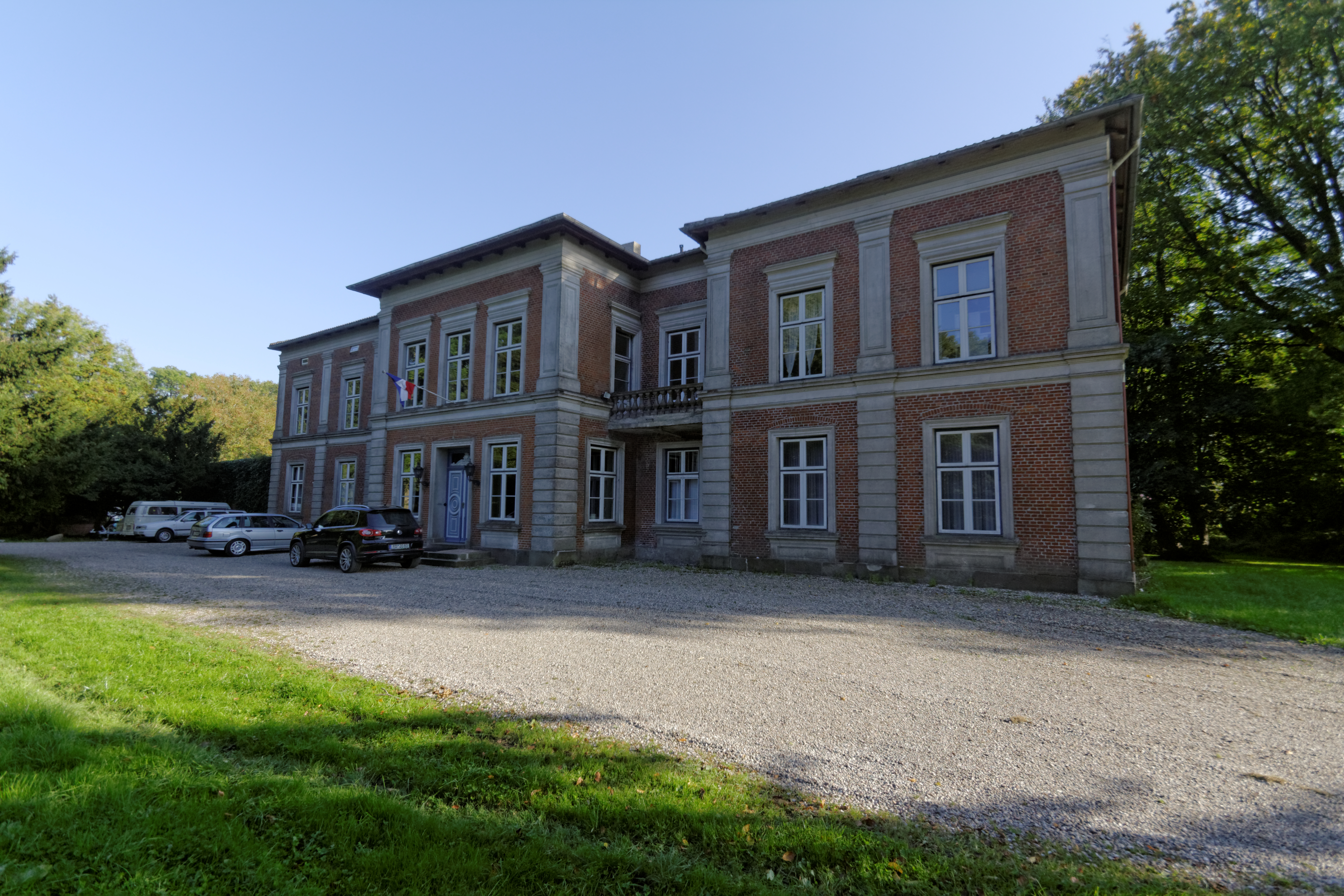
Gut Kaltenhof

## Wirtschaft und Verkehr
Die Wirtschaftsstruktur von Dänischenhagen wird geprägt durch ein Einkaufszentrum, eine Volkshochschule, eine deutsche und eine dänische Schule sowie zwei Kindergärten.
Durch das Gemeindegebiet Dänischenhagens führt die Bundesstraße 503 etwa 10 km nördlich von Kiel. Sie wird auch als Küstenstrecke von Kiel nach Eckernförde bezeichnet.

## Söhne und Töchter der Gemeinde
- Jürgen Baasch (* 1945), Politiker (SPD)
- Wolfgang Baasch (* 1957), Politiker (SPD)

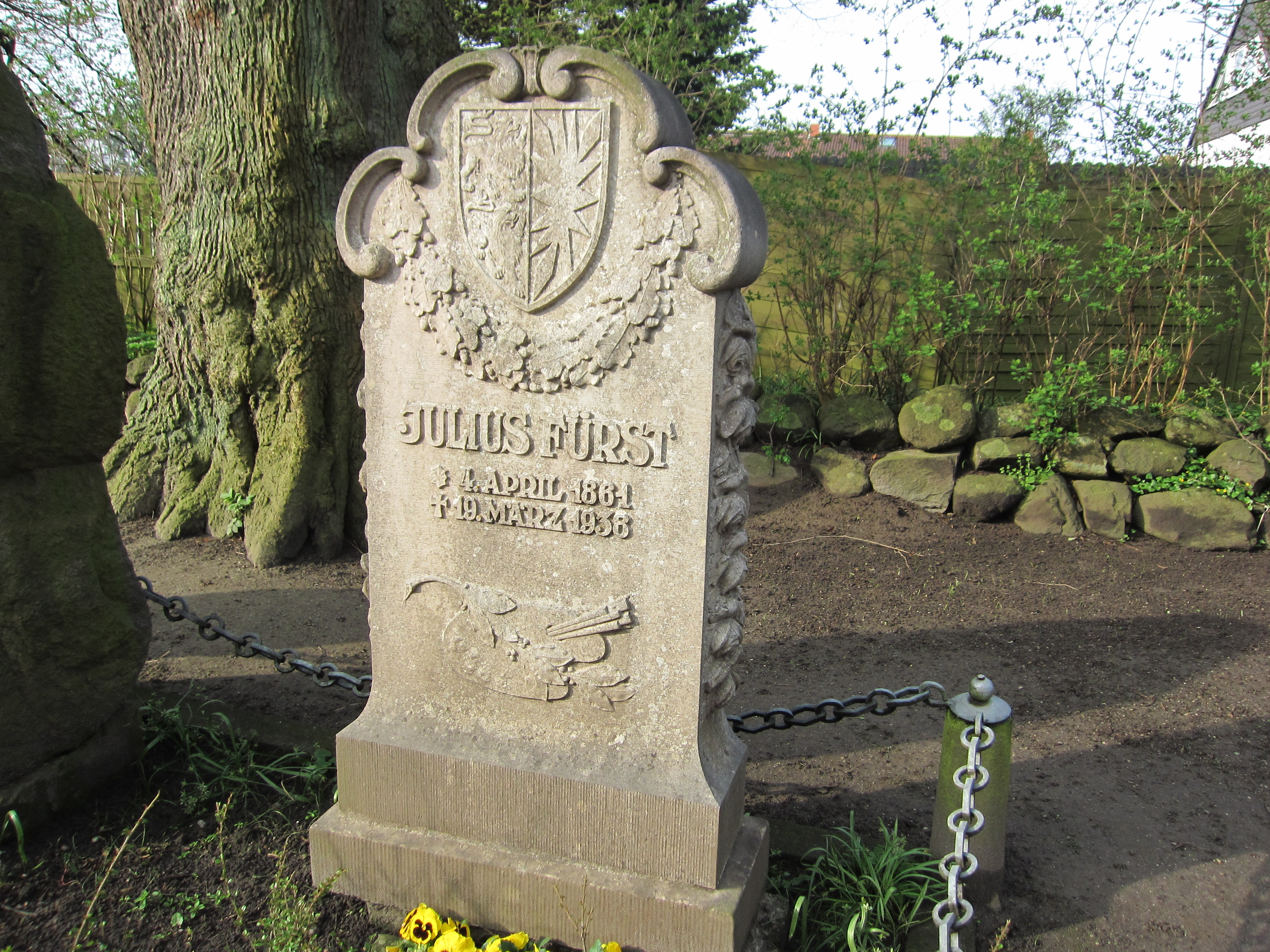
Julius Fürsts Grabstein auf dem Friedhof Dänischenhagen

- Julius Fürst (1861–1938), Maler, Zeichner und Graphiker